# Bạch Vân Cảnh Nhàn
Thiền sư Bạch Vân Cảnh Nhàn (kr: 백운경한 Baegun Gyeonghan, zh: 白雲景閑; 1298-1374), thiền sư danh tiếng Hàn Quốc. Sư cùng với Thiền sư Thái Cổ Phổ Ngu là bạn đồng tham học dưới Thiền sư Thạch Ốc Thanh Củng và tiếp nhận truyền thừa Tông Lâm Tế vào Triều Tiên.

## Tiểu sử
Hành trạng của sư được ghi lại trong tập Hành trạng hòa thượng Bạch Vân. Sư sinh năm 1298 hoặc 1299 tại Gobu, tỉnh Jeolla-do.Trong bản hành trạng này không ghi lại sư xuất gia năm bao nhiêu tuổi, nhưng nói rằng sư đã rất châm chỉ siêng năng trong việc tu tập sau khi xuất gia.
Vào tháng 5 năm 1351, sư hành cước sang Trung Quốc tầm sư học đạo và đến chùa Tianhu ở trên núi Xiawu ở Hồ Châu, Trung Quốc. Tại đây, sư gặp Thiền sư Thạch Ốc Thanh Củng và tham vấn Phật pháp nơi đây. Trong cùng năm, sư cũng sáng tác một câu thơ trình kiến giải tu tập của mình cho Thiền sư Chỉ Không(Zhikong)- vị cao tăng nổi tiếng đến từ ấn độ, người có ảnh hưởng sâu sắc đến sư.
Đến tháng 1 năm 1352, sư trở lại tham vấn với Thiền sư Thanh Củng. tại đây, sư đắm chìm cả ngày trong việc tọa thiền và tập trung vào nghi tình, sư đại ngộ ý chỉ vô sư trí, vô nghĩ. Thiền sư Thanh Củng rất vui mừng vá ấn khả chứng minh, truyền pháp cho sư.

Đến tháng 3 năm 1352, sư quay về Triều Tiên và sau đó ẩn cư tại chùa Seonggaksa và tu tập thêm cùng với các vị tăng khác, trong lúc đang tọa Thiền, sư đại ngộ. Sư có ghi lại kinh nghiệm giác ngộ này như sau:
Trong năm Gyesa(1353), vào ngày mười bảy tháng đầu tiên, khi tôi đang tọa Thiền, những lời quý báu của Thiền sư Huyền Giác trong Chứng Đạo Ca hiện lên trong tâm tôi một cách tự nhiên:
Tuyệt học vô vi nhàn đạo nhân,
Bất trừ vọng tưởng bất cầu chân ?
Vô minh thực tính tức Phật tính,
Ảo hoá không thân tức Pháp thân. (Chứng Đạo Ca).

Trong khi tập trung tâm trí vào đoạn thơ này, tôi thể nhập trí vô sư, vô suy nghĩ. Quá khứ và tương lai đều bị diệt trừ sạch, toàn bộ thế giới nằm trong tôi.
Vào tháng thứ 6 năm sau(1354), đệ tử khác của Thiền sư Thanh Củng là Hòa Thượng Faya mang di ngôn của Thiền sư Thanh Củng trước lúc tịch trao lại cho sư:
Mua đám mây trắng(Bạch Vân có nghĩa là đám mây trắng), bán làn gió mát. ngôi nhà trống vắng nghèo tận xương cốt. Nhưng một am nhỏ may mắn vẫn còn, trước khi ta đi, ta đưa nó cho đứa trẻ chơi trò quân lính với ta(ý nghĩa khác của Bạch Vân).
Thiền sư Thanh Củng đã yêu cầu Hòa Thượng Faya mang lá thư này đến cho sư, điều đó có nghĩa rằng Ngài Thanh Củng coi sư là người nối pháp thực sự của mình chứ không phải Thiền sư Thái Cổ. Sau đó, sư trú trì và hoằng truyền Thiền tông, pháp môn tu tập Thiền công án, thoại đầu tại An Quốc Tự(kr: Anguksa) ở Haeju, tỉnh HwangHae-do. Ngoài ra sư cũng thuyết pháp tại chùa Singwangsa ở Haeju và chùa Chwiamsa ở Yeoju.

Năm 1374, sư an nhiên thị tịch. Trước khi tịch, sư có để lại di ngôn với các đệ tử:
Trước khi cha mẹ sinh, ta vốn không có thân thể, và cũng không có nơi nào để ở riêng. Vì vậy, sau khi ta đi, khi trà tỳ xong hãy đem tro cốt của ta rải khắp bốn hướng, chẳng nên đem chôn trong đất do thí chủ cúng dường.

### Pháp ngữ
Bản thể vạn pháp nguyên thủy vốn lặng yên, nó không nói tôi màu xanh hay màu vàng. Khi mọi người nói về tốt hay xấu, tâm họ trở nên phân biệt. Nếu đạt tâm như mây và nước(vân thủy) thì sẽ được an nhiên tự tại dù sống trong vòng phiền não thế tục. Nếu tâm chúng ta không đặt tên hay phân biệt, không có tốt hay xấu phát sinh. Kẻ ngu cố đưa sự phân biệt ra khỏi tâm trí họ, nhưng họ không đưa tâm họ lìa khỏi sự bám chấp vào tâm, người trí trừ bỏ sự bám chấp vào tâm, nhưng họ lại không lìa khỏi sự phân biệt của ý thức. Khi tâm bị lãng quên, tự cái ý thức khác biệt trở nên trong lặng vốn như chính nó, khi tâm phân biệt vắng lặng, tâm không khởi. Đây chính là chân thật Vô Tâm.— Thiền sư Bạch Vân Cảnh Nhàn, Musimga(The Song of No-Mind/ Vô Tâm Ca)